# Зубряче
Зубряче (пол. Żubracze) — село в Польщі, у гміні Тісна Ліського повіту Підкарпатського воєводства. Знаходиться  на прадавній етнічній український території.
Населення — 133 особи (2011).

## Розташування
Розташоване в долині гірських пасом Західних Бескидів, недалеко від кордону зі Словаччиною та Україною.
Село розташоване за 6 км на захід від Тісни, за 29 км на південь від Ліська.

## Історія
В 1785 році село мало 16,42 км² земель.
З 1772 р. до 1918 року — в складі Австро-Угорщини.
З листопада 1918 по січень 1919 р. тут існувала Команчанська Республіка.
У період 1945—1946 рр. в цьому районі тривала боротьба між підрозділами УПА та польськими й радянським військами. Українське населення було насильно переселене на територію СРСР в 1946 році. Родини, яким вдалось уникнути переселення, в 1947 році під час Операції Вісла були перевезені на нові території північної Польщі.
У 1975-1998 роках село належало до Кросненського воєводства.

## Церква
Громада належала до парафії Солинка Лупківського деканату Перемиської єпархії. В 1908 році в селі була побудована нова греко-католицька церква Св. Архангела Михаїла (розміри 12,4 х 6,6 м) на місці старої дерев'яної Успіння ПреСвятої Діви Марії 1867 року. Ймовірно, вона не була першою в селі. В 1852 році існувала дерев'яна дзвіниця на захід від церкви. Пізніше була збудована мурована кам'яна дзвіниця. Останню церкву було освячено в 1908 р. Побудована на кошти мешканців села. Мала іконостас. Церкву була спустошена 1947 р. Дзвони й інші церковні предмети були закопані мешканцями на цвинтарі перед виселенням, але наприкінці ХХ ст. викопані невідомими. В 1953 р. церква розібрана на будівельні матеріали — залишився тільки металевий надкупольний хрест.

## Цвинтар
Від цвинтаря залишилися 6 надгробків і 5 старих дерев.

## Транспорт
З 1898 р. через село проходить залізнична вузькоколійна залізниця з Нового Лупкова до Тісної з продовженням у 1904 р. через Кальницю до Бескиду та воєводська дорога № 897.

## Демографія
- 1785 року в селі проживали 140 греко-католиків, 1 римо-католик і 8 юдеїв.
- 1840—225 греко-католиків,
- 1859—408 греко-католиків,
- 1879—193 греко-католика,
- 1899—241 греко-католик,
- 1926—335 греко-католиків,
- 1936—259 греко-католиків.

У 1939 році в селі проживало 320 мешканців, з них 280 українців, 35 поляків (приїжджі працівники тартака) і 5 євреїв.
Демографічна структура станом на 31 березня 2011 року:
|          | Загалом | Допрацездатний вік | Працездатний вік | Постпрацездатний вік |
| -------- | ------- | ------------------ | ---------------- | -------------------- |
| Чоловіки | 67      | 17                 | 45               | 5                    |
| Жінки    | 66      | 7                  | 44               | 15                   |
| Разом    | 133     | 24                 | 89               | 20                   |

## Переселені родини
Савканичі: частина родини опинилась в Україні, частина — на півночі Польщі.

## Відомі люди
- Мокій Олена Михайлівна — уродженка села, ланкова буряківничої ланки Бучацького радгоспу-технікуму. Депутат Верховної ради УРСР.[1]